# Coppa del mondo di arrampicata 1995
La Coppa del mondo di arrampicata 1995 si è disputata dal 7 aprile all'8 dicembre, nell'unica disciplina lead.

## Tappe
La Coppa si è disputata su 4 gare.
| # | Data        | Città                | Nazione     |
| - | ----------- | -------------------- | ----------- |
| 1 | 7 aprile    | Francoforte sul Meno | Germania    |
| 2 | 22 ottobre  | Mosca                | Russia      |
| 3 | 25 novembre | Birmingham           | Regno Unito |
| 4 | 8 dicembre  | Aix-les-Bains        | Francia     |

## Classifica maschile lead
| Pos.                                                                        | Atleta                | GER      | RUS      | GBR     | FRA         | Punti |
| --------------------------------------------------------------------------- | --------------------- | -------- | -------- | ------- | ----------- | ----- |
| 1                                                                           | François Petit        | 1        | 3        | 1       | 5           | 316   |
| 2                                                                           | François Legrand      | 2        | 5        | 3       | 1           | 296   |
| 3                                                                           | Arnaud Petit          | 3        | 2        | 9       | 2           | 262   |
| 4                                                                           | Elie Chevieux         | 7        | 1        | 6       | 4           | 245   |
| 5                                                                           | François Lombard      | 5        | 11       | 2       | 3           | 227   |
| 6                                                                           | Jean-Baptiste Tribout | 4        | 7        | 10      | 8           | 172   |
| 7                                                                           | Yuji Hirayama         | 8        | 16       | 4       | 6           | 162   |
| 8                                                                           | François Coffy        | 11       | 10       | 10      | 7           | 142   |
| 9                                                                           | Cristian Brenna       | 6        | 4        | 13      | 43          | 128   |
| 10                                                                          | Christian Core        | 51       | 9        | 13      | 10          | 97    |
| \| Legenda \| 1º posto \| 2º posto \| 3º posto \| A punti \| Senza punti \| |                       |          |          |         |             |       |
| Legenda                                                                     | 1º posto              | 2º posto | 3º posto | A punti | Senza punti |       |

## Classifica femminile lead
| Pos.                                                                        | Atleta           | GER      | RUS      | GBR     | FRA         | Punti |
| --------------------------------------------------------------------------- | ---------------- | -------- | -------- | ------- | ----------- | ----- |
| 1                                                                           | Robyn Erbesfield | 3        | 2        | 1       | 1           | 345   |
| 2                                                                           | Laurence Guyon   | 1        | 1        | 2       | 5           | 331   |
| 3                                                                           | Liv Sansoz       | 8        | 2        | 3       | 3           | 250   |
| 4                                                                           | Natalie Richer   | 6        | 4        | 4       | 6           | 204   |
| 5                                                                           | Marie Guillet    | 4        | 8        | 13      | 3           | 186   |
| 5                                                                           | Muriel Sarkany   | 2        |          | 13      | 2           | 186   |
| 7                                                                           | Martina Cufar    | 8        | 5        | 5       | 15          | 164   |
| 8                                                                           | Elena Choumilova | 12       | 7        | 7       | 9           | 151   |
| 9                                                                           | Karin Kavoussi   | 29       | 6        | 6       | 12          | 124   |
| 10                                                                          | Marietta Uhden   | 16       | 21       | 9       | 15          | 89    |
| \| Legenda \| 1º posto \| 2º posto \| 3º posto \| A punti \| Senza punti \| |                  |          |          |         |             |       |
| Legenda                                                                     | 1º posto         | 2º posto | 3º posto | A punti | Senza punti |       |